# Рубське (село)
Рубське (рос. Рубское) — село в Княгининському районі Нижньогородської області Російської Федерації.
Населення становить 45 осіб. Входить до складу муніципального утворення Соловйовська сільрада.

## Історія
Від 2009 року входить до складу муніципального утворення Соловйовська сільрада.

## Населення
| 2002 | 2010 |
| ---- | ---- |
| 83   | ↘45  |